# Andy Z. Lehrer
Andy Z. Lehrer (în ebraică - אנדי לרר n.16 mai 1930, Iași – d. 2014) a fost un entomolog român, cu titlul de profesor universitar, doctor în biologie din 1967. A lucrat ca cercetător gradul I și șef al Laboratorului de Entomologie al Institutului de Cercetări Biologice al Academiei Române, Universitatea Iași din anul 1964 până în anul 1996 când a emigrat în Israel.  Din 1996 și până la decesul său a fost cercetător asociat la Laboratorul de zoologie al Universității din Tel Aviv, Israel . Timp de peste 50 de ani, a studiat dipterele din familiile:  Sarcophagidae, Calliphoridae, Tabanidae.

## Biografie
Lehrer s-a născut la Iași în anul 1930.   
A urmat cursurile Facultății de Filozofie de la Universitatea „Al. I. Cuza” Iași (1951) și a absolvit Facultatea de Științe Naturale a aceleași universități (1954), fiind discipolul profesorului Petru M. Șuster. Cea mai mare parte a activității sale s-a desfășurat în domeniul cercetărilor biologice, cu precădere în entomologie și biocartografia internațională UTM. A obținut titlul de doctor în biologie în 1967 cu o teză consacrată cunoașterii dipterelor din familia Calliphoridae din România. După stabilirea sa în 1996 în Israel, unde locuia fiica sa, a lucrat în colaborare cu Laboratorul de Zoologie al Universității din Tel Aviv în calitate de specialist dipterolog și și-a continuat cercetările asupra diferitelor familii de diptere din diverse regiuni zoografice: Sarcophagidae, Calliphoridae și Bengaliidae.
Din 2006 și până în 2013 s-a ocupat cu editarea revistei de limbă franceză Fragmenta dipterologica.
În anul 2010 a fost distins ca membru de onoare (yakir) al Societății de entomologie din Israel

## Disputa taxonomică
În 2005 Lehrer a publicat o monogafie (Bengaliidae du Monde) în care propunea reclasificarea genului Bengalia în 11 genuri și 4 subfamilii noi în cadrul unei noi familii, denumită Bengaliidae. Această nouă familie a fost contestată de Rognes (2006) care susținea că ea ar fi echivalentă cu tribul deja clasificat Bengaliini, și că tratarea sa ca familie face Calliphoridaele să rămână parafiletic. Rognes considera și că toate genurile create de Lehrer sunt doar alte denumiri pentru Bengalia. Lehrer propunea adăugarea a 49 de specii la cele 41 deja descrise și 18 din aceste noi specii sunt tratate de Rognes ca fiind invalide. În prezent, principalele publicații de taxonomie a dipterelor nu recunosc cele 10 noi genuri ale lui Lehrer ca fiind valide, nici pe cele 18 noi specii tratate ca invalide de Rognes (e.g.).
La nivelul genului, actualmente, unele din genurile propuse de Lehrer sunt parafiletice și, în plus, se bazează mai ales sau exclusiv pe trăsături ale organelor genitale masculine, astfel încât nu se pot identifica specimene feminine nici măcar la nivel de subfamilie, cu atât mai puțin la nivel de gen (respingerea împărțirilor lui Lehrer este deci atât pe criterii taxonomice, cât și practice). Disputa la nivel de specii se centrează pe faptul că Lehrer nu a inclus și nu a examinat 24 din cele 41 de specii cunoscute, astfel că unele dintre cele 31 de specii pe care le-a descris și care nu au fost sinonimizate pe loc ar putea fi încă sinonime ale acestor 24 de specii excluse.

## Specii recunoscute ca specii noi pentru știință
În Fauna Europea 18 specii (lista completă a speciilor se găsește la Discuții).
La adresa  Arhivat în 12 noiembrie 2018, la Wayback Machine. pagină din site-ul  Arhivat în 2 august 2019, la Wayback Machine. sunt indicate ca descoperite: 50 de genuri noi pentru știință și peste 200 de specii, de asemenea noi pentru știință.

### Viața privată
Andy Z. Lehrer a fost căsătorit de două ori, a doua sa soție, Maria Lehrer, fiind și ea profesor și cercetătoare științifică la Institutul de Cercetări Biologice al Academiei Române la Iași.
În anul 1996 a emigrat singur în Israel pentru a fi alături de fiica lor, Fernanda Ignat (născută în 1968), profesoară la liceul „Atidim” în orașul Karmiel, care s-a îmbolnăvit de o boală gravă și care a murit ulterior în anul 2011.
Lehrer a murit în anul 2014 și a cerut să fie înmormântat în apropierea fiicei sale.

## Omagii
- 2010 Membru de onoare al Societății israeliene de entomologie

## Lucrări publicate
Din cele peste patru sute de lucrări publicate, menționăm doar monografiile sale:
1. LEHRER, A. Z., 1972, Diptera. Familia Calliphoridae. En: Fauna R.S.R. 	Insecta, 11(12):1-245.
2. LEHRER, A. Z., 1972, Diptera Calliphoridae de la R. S. de Roumanie. Cartes 1 à 43. 	Atlas Provisoires Hors-Series. C.B.C.I., Fac. Sci. Agron. Etat, Gembloux 	(Belgique).
3. LEHRER, A. Z., 1977, Codul biocartografic al principalelor localități din R. S. 	România. Ed. Dacia, 1-246.
4. LEHRER, A. Z. & LEHRER, M. M., 1990, Cartografierea faunei și florei 	României (Coordonate arealografice). Ed. Ceres, 1-295.
5. LEHRER, A.Z., (2003), Sarcophaginae de l’Afrique (Insecta, Diptera, 	Sarcophagidae). Entomologica, Bari, 37 :5-528.
6. LEHRER, A.Z., 2005, Bengaliidae du monde (Insecta: Diptera). Pensoft, Sofia-Moscow, 192 pp.
7. LEHRER, A.Z., 2006, Sarcophaginae et Paramacronychiinae du Proche Orient (Insecta, Diptera, Sarcophagidae). Pensoft, Sofia-Moscow, 263 p.
8. LEHRER, A.Z., 2010, TAXONOMIC ATLAS of the postabdominal structures, SARCOPHAGIDAE (Insecta, Diptera), Vol. 1 - Entomologica, Bari, 42 : 3-460, 418 figs.
9. LEHRER, A. Z., 2011, Recueil De Calliphoridae Décrits ou Revus (Insecta, Diptera) - Entomologica, Bari, Vol. XLIII

## Lucrări memorialistice publicate
- Memoriile unui biolog român I. Calomnia corbilor, 2013
- Memoriile unui biolog român II. Hoții de idei, 2013
- Memoriile unui biolog român III. Torționarii partidului, 2013
- Memoriile unui biolog român IV. Etnica și echitatea barbariei Arhivat în 23 septembrie 2023, la Wayback Machine., 2013

## Legături externe
Materiale media legate de Andy Lehrer la Wikimedia Commons